# Symbolica
Symbolica is een spoorloze darkride in het Nederlandse attractiepark de Efteling. De attractie is gebaseerd op de verhalen rondom de parkmascotte Pardoes. Met een kostprijs van 35 miljoen euro is dit de duurste Efteling-attractie in de geschiedenis van het park, en de duurste attractie in de Benelux. De attractie werd midden in het park op de Pardoes Promenade gebouwd in het themagebied Fantasierijk. Hiervoor moest het centrale verdeelplein, de Brink, wijken.

## Geschiedenis
In 2010 kwam de Efteling met het nieuws naar buiten dat men een darkride wilde openen in 2012 vanwege het 60-jarig jubileum van het park. Op de centrale Brink zou een soortgelijk paleis gebouwd worden als het uiteindelijke Symbolica, maar dan groter in omvang. De wachtrijen zouden zich ten noorden van het de attractie bevinden en achter het gebouw moest een uitkijkpunt komen, zodat bezoekers over de achtergelegen vijver uit konden kijken.
Net als de uiteindelijke attractie Symbolica zou de attractie in het teken staan van de mascotte Pardoes, waarbij de voertuigen door zijn paleis zouden passeren zoals een observatorium. Voor het transportsysteem werd samengewerkt met Vekoma. De voertuigen zouden rijdende tribunes worden die vastzaten aan een robotarm, zodat de tribune in diverse richtingen kan draaien en kantelen: een soort van robocoaster maar dan trager en groter. Vanwege problemen met het transportsysteem sneuvelde het plan in de ontwerpfase.
In 2015 werd het plan weer opgepakt en in 2016 werd het nieuws naar de buitenwereld gecommuniceerd. De nieuwe attractie kreeg een andere naam, een nieuw transportsysteem en een volledig nieuw ontwerp. Verschillende elementen uit het oorspronkelijke attractieontwerp zijn terug te vinden in Symbolica, zoals het Observatorium. Ook het plein voor Symbolica draagt de naam Hartenhof. In het oorspronkelijke plan waren rond Hartenhof ook andere gebouwen inbegrepen, met daarin horeca en een toiletgebouw. Dit is er ook daadwerkelijk gekomen in de vorm van Polles Keuken.
De bouw startte uiteindelijk op 11 januari 2016. In de dagen voor de opening, op 1 juli 2017, mochten abonnementhouders, personeel en pers al een kijkje nemen in de attractie.
In april 2018 ontving de attractie de Thea Award voor uitstekende prestatie. De prijs is als decorstuk te vinden in het Observatorium. Ook werden er in het voorjaar proeven gestart met de toepassing van de Boarding Pass. Dit was van tijdelijke aard.

### Bouwfoto's

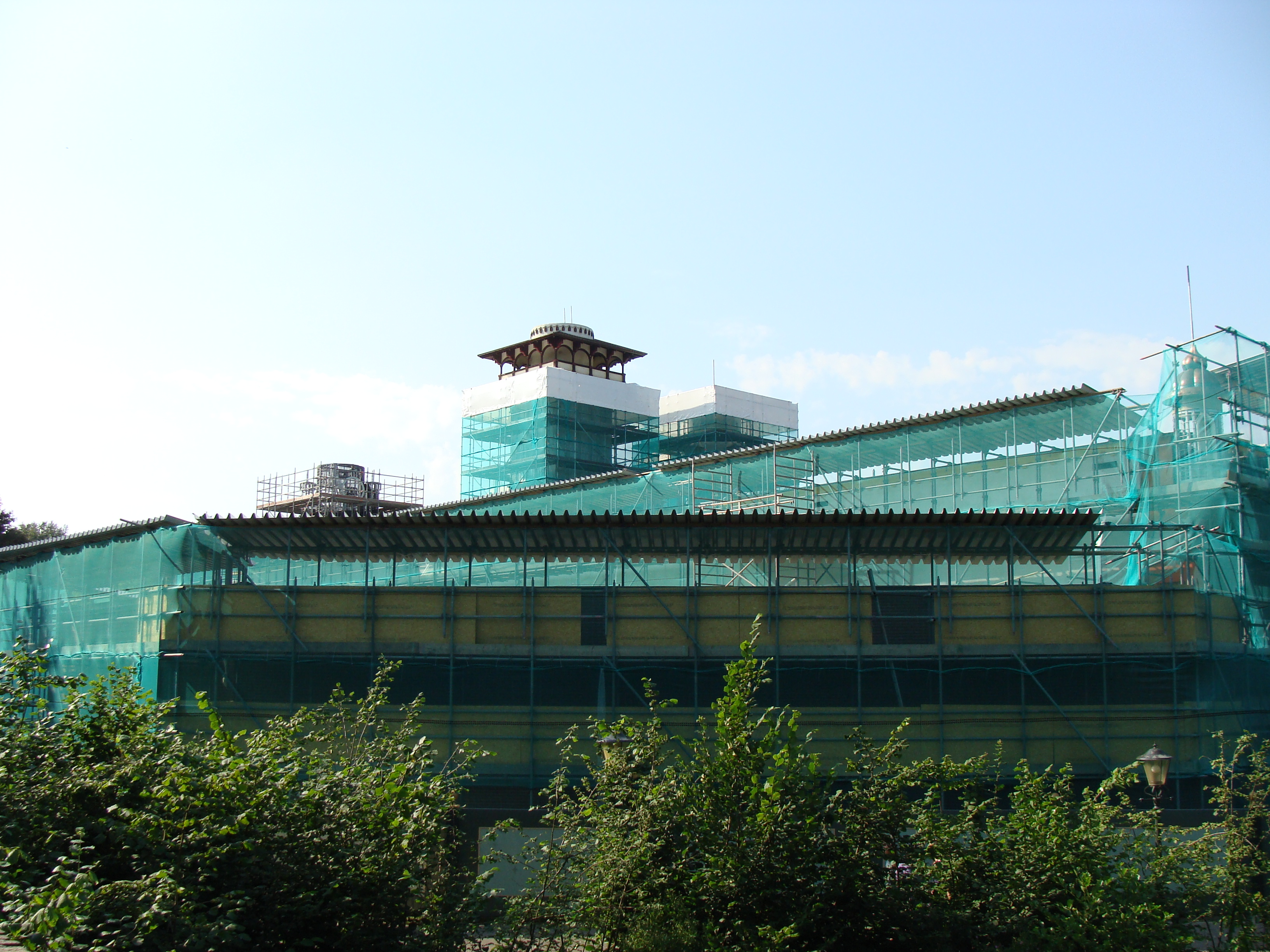
Achterkant
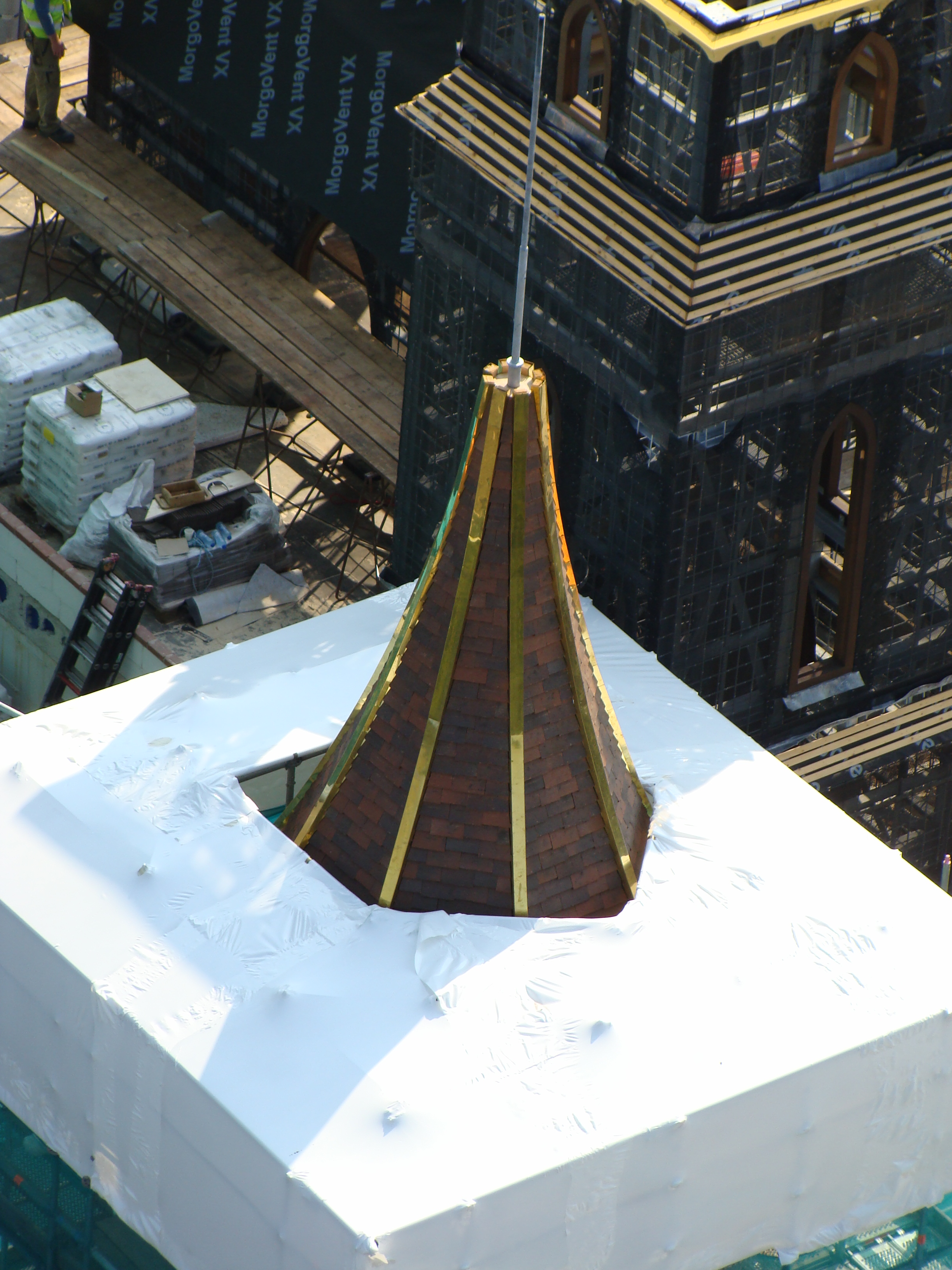
Vanaf de pagode
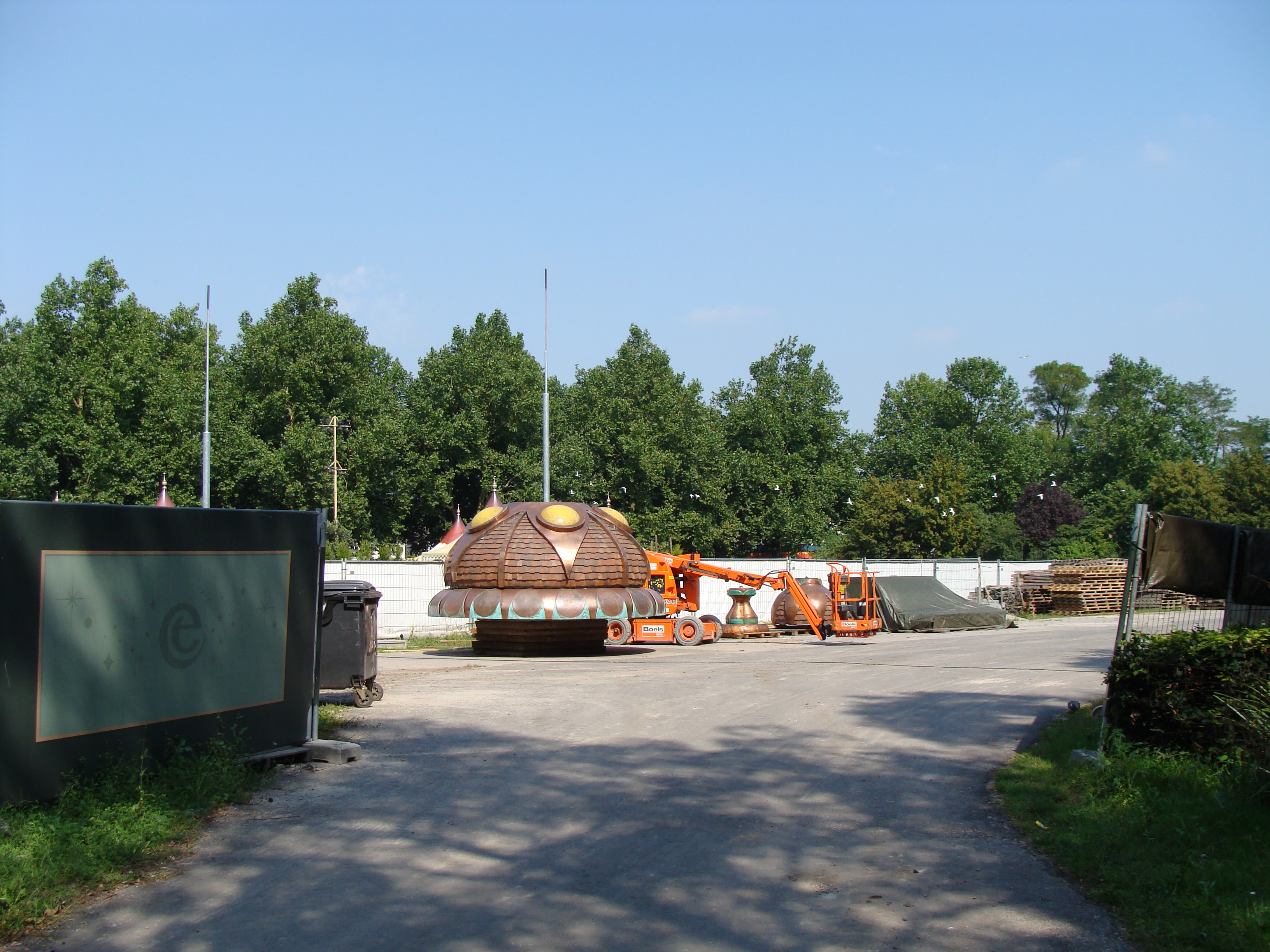
Vanaf de trein
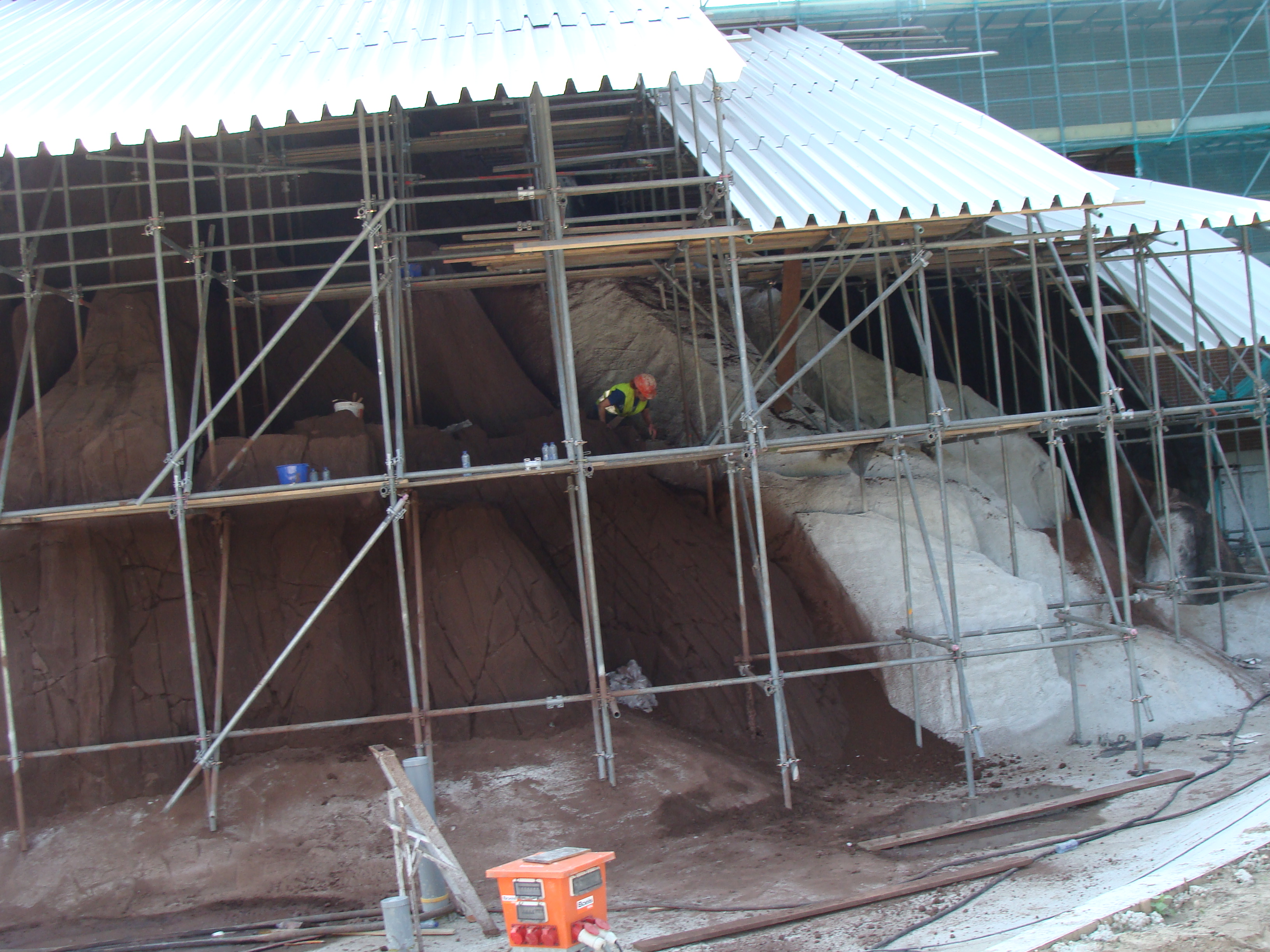
Achterkant
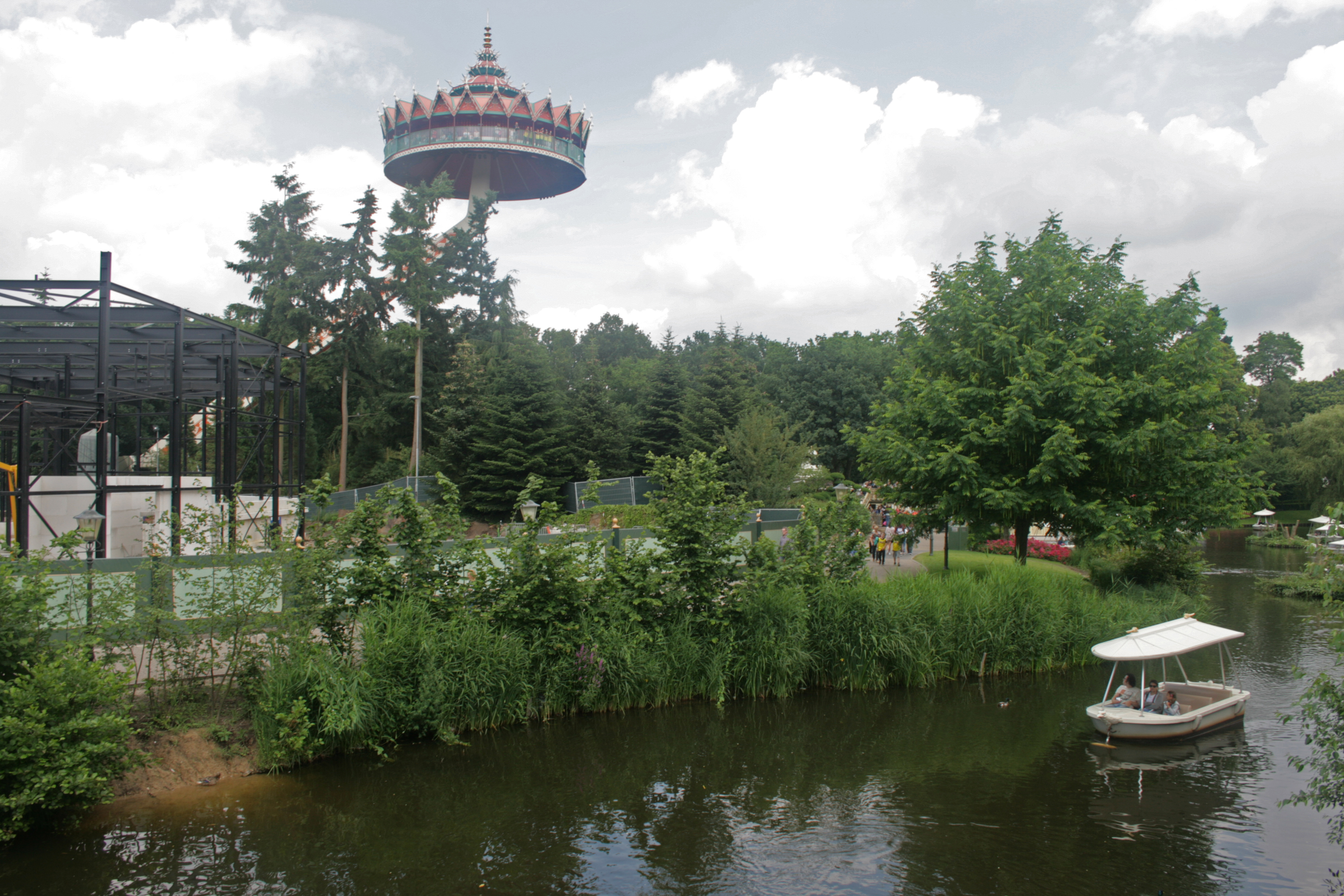
Geraamte van de achterzijde (juni 2016)
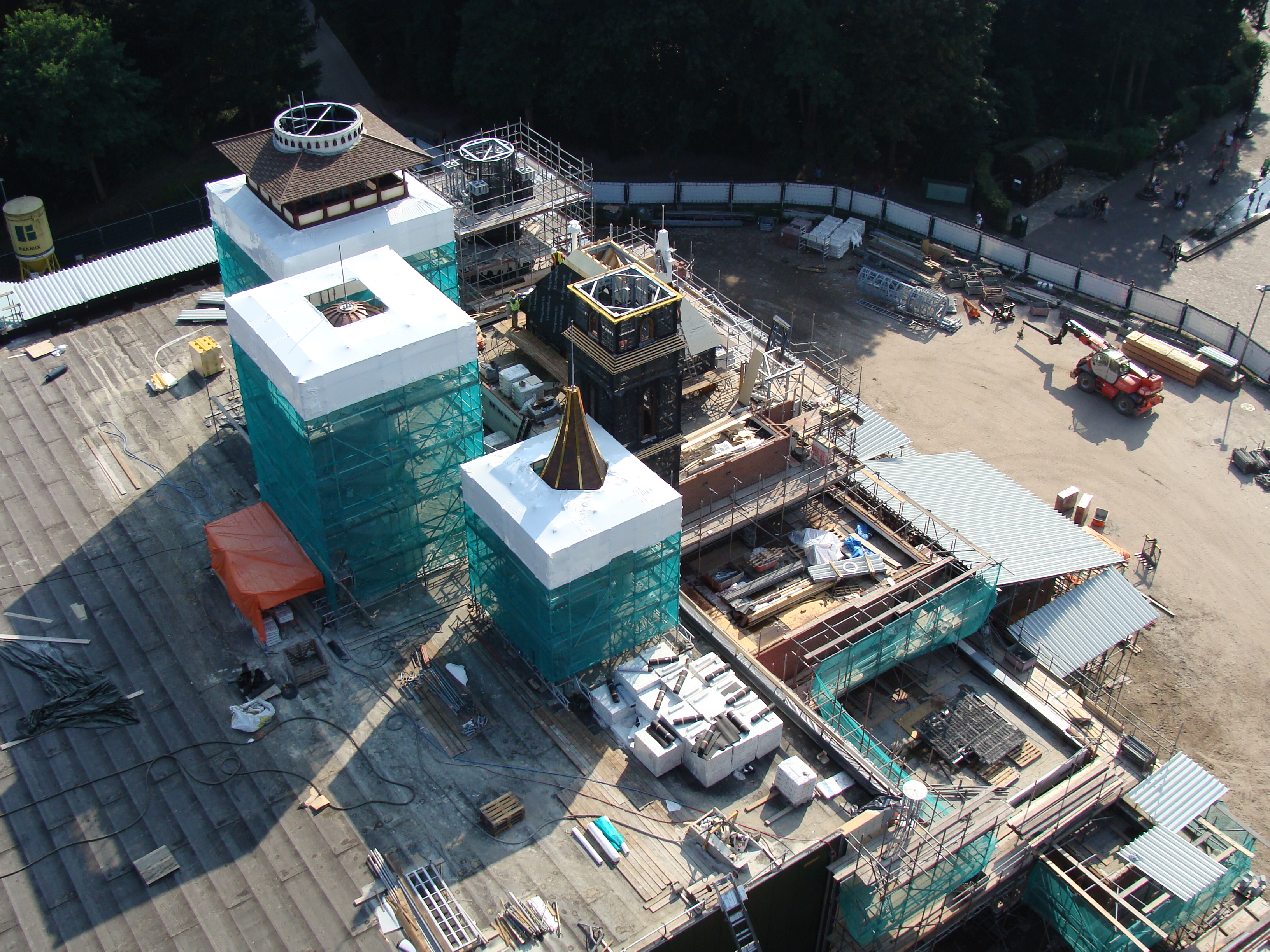
Bouwplaats vanaf de Pagode
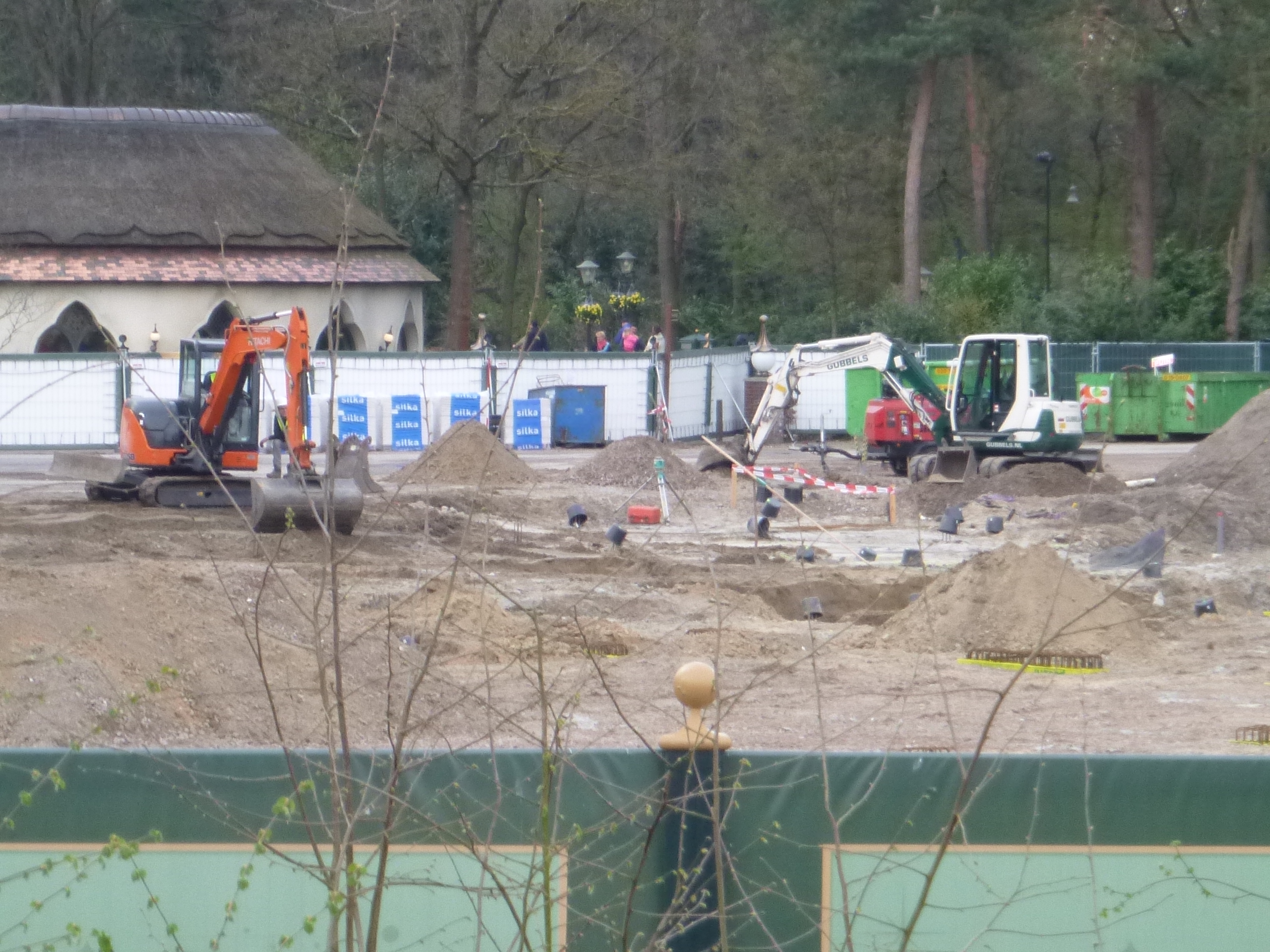
Bouwterrein in april 2016.

## Technisch

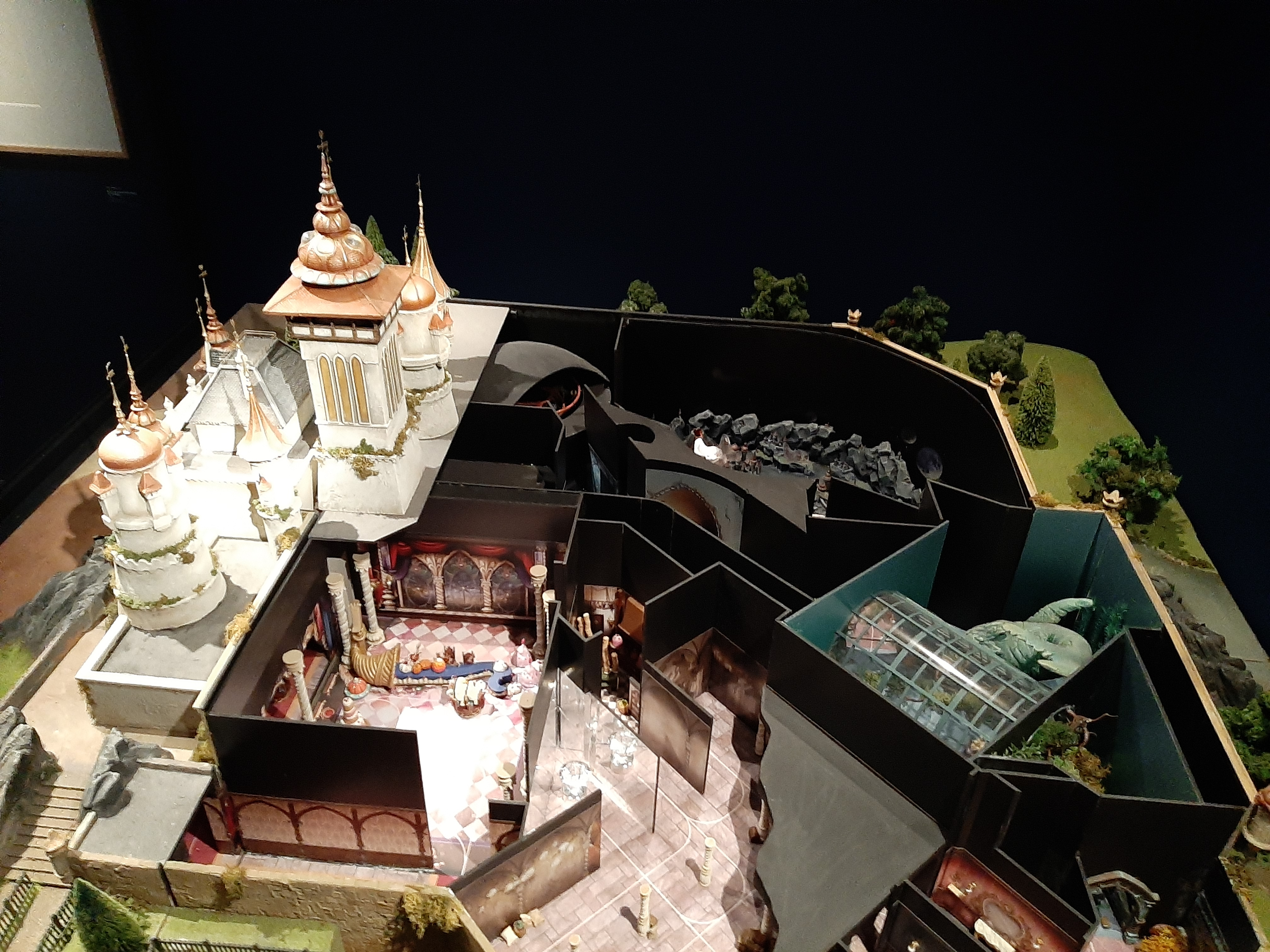
Maquette van Symbolica

Symbolica is een trackless darkride van ETF Ride Systems. Hierdoor ontbreekt de energievoorziening via de rails. Om die reden heeft elk voertuig een accupakket aan boord die energie levert voor circa veertien uur. Genoeg om in theorie 120 keer de attractie te berijden. Een rit in Symbolica duurt zeven minuten. De maximumsnelheid van de voertuigen is 4,3 km/u. Er zijn in totaal 34 voertuigen, waarvan twee voertuigen aangepast zijn voor gehandicapten. Het station voor gehandicapten bevindt zich tussen het in- en uitstapstation. De entree voor gehandicapten is bij de uitgang.
Hoewel de darkride spoorloos lijkt, is er wel degelijk een fysieke rails aanwezig. Dit zijn kabels die ondergronds liggen. Het nadeel hiervan is dat de route wijzigen lastig is. De bekabeling zal dan heraangelegd moeten worden. Per voertuig is plaats voor zes volwassenen. Hierdoor heeft Symbolica een theoretische capaciteit van 1400 personen per uur.
De voertuigen zijn door de Efteling zelf ontworpen. Opvallende details zijn de fantasiebol voor op het voertuig en de brandstoffles achter op het voertuig. De voertuigen hebben tevens speakers aan boord waardoor diverse geluidseffecten hoorbaar zijn.
Symbolica was tot en met 20 september 2018 de enige spoorloze darkride in Nederland. Het was voor deze datum echter niet de eerste spoorloze darkride, maar de derde attractie van dit soort in Nederland. De overige twee stonden in Yumble Roermond en Ecodrome. Beide zijn inmiddels verwijderd.

## Opzet
Wachtrij

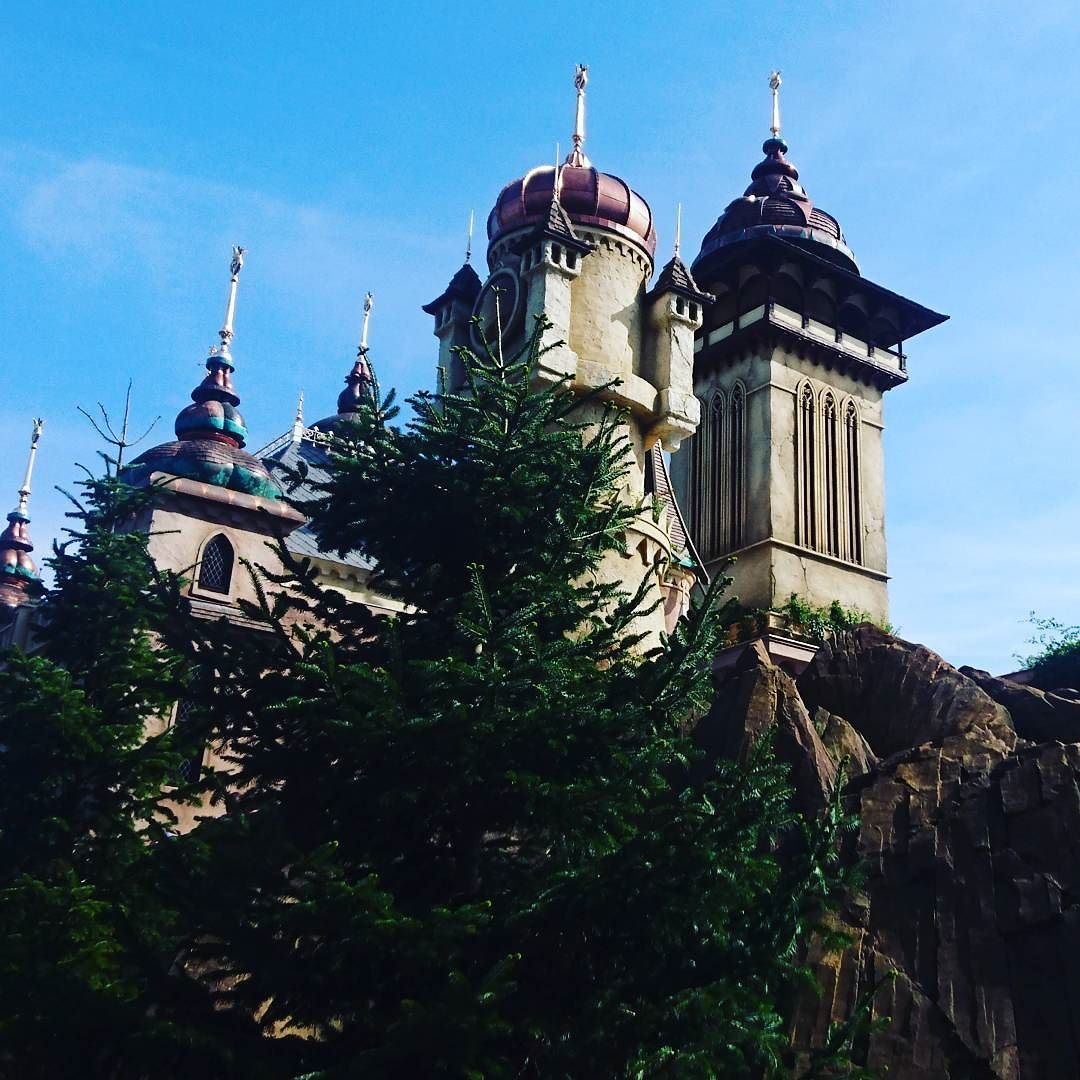
Paleis vanuit de wachtrij

Het begin van de wachtrij bevindt zich voor het paleis. Direct bij de toegangspoort wordt de reguliere wachtrij gesplitst met de single riders-rij. In de zuilen van de toegangspoort staan de wachttijden per rij aangegeven. De wachtrij bevindt zich in de Paleistuin. Een klein deel hiervan is overdekt. De paleistuin die plekken versierd met vaandels en overige versieringen. Langs de wachtrij staan ook diverse borden in verschillende talen opgesteld, waaronder in geheimtaal. Ook hangt er een groot bord met een gouden kam, spiegel, tandenborstels en parfumflesjes. Deze maken duidelijk dat je er prachtig uit moet zien voor de audiëntie. In de gehele tuin is muziek te horen en eenmaal in de zowel tijd klinkt de stem van O.J. Punctuel door de speakers, in de vorm van koperen hoorns, waarin hij diverse regels en aankondigingen voorleest. Na de paleistuin komen bezoekers via een trap op het bordes terecht bij de hoofdentree van het paleis. Boven de entree bevindt zich een opvallend ornament.
Voorshow
Direct na het betreden van de hoofdentree betreedt men een ruimte die Vestibule heet. De ruimte kenmerkt zich door een brede trap, waarop een animatronic van O.J. Punctuel te vinden is. Ook hangt er een portret van de koning aan de muur. Tijdens de voorshow wil O.J. Punctuel een briefing houden, maar wordt vrijwel direct onderbroken door Pardoes. Een animatronic van Pardoes verschijnt bovenaan de trap vanachter een gordijn. Hij wil bezoekers rondleiden door het paleis. Hij spreekt hardop een toverspreuk uit, waarna de trap zich splitst en een ingang verschijnt. Lakei O.J. Punctuel is duidelijk geïrriteerd.
Catacomben
Direct achter de gesplitste trap betreden bezoekers een trappenhuis die de naam Catacomben draagt. In de catacomben hebben de reguliere wachtrij en de single riders rij een 'eigen' trap in het trappenhuis. In de catacomben staan borden met uitleg over de voertuigen, ook wel Fantasievaarders genoemd. Tevens is de ruimte matig verlicht, hangen er spinnenwebben er liggen er diverse voorwerpen waaronder een helm en gereedschap. Onder in de catacomben staat een miniatuurversie van een Fantasievaarder.
Onder in het trappenhuis eindigt de single riders wachtrij die direct uitmondt in het station. De reguliere wachtrij komt nog in een andere ruimte, waarin bezoekers de mogelijkheid hebben om uit drie tours te kiezen: Heldentour (blauw), Schattentour (rood) en Muziektour (groen). Wachtenden in de single rider wachtrij hebben deze mogelijkheid niet.
Het station bevindt zich ook in de catacombe, maar oogt sfeervoller. Drie voertuigen staan achter elkaar opgesteld, waarnaast elk een vaandel hangt waarop de naam van de tour inclusief bijbehorende kleur staat aangegeven. Onder de vaandels staan diverse objecten opgesteld, waaronder een ouderwetse brandstofpomp. De voertuigen staan met hun rug naar de bedieningsruimte. Onder het raam van deze ruimte bevindt zich een digitale klok die bij het vertrek een groep voertuigen begint af te tellen. Dit is voor het personeel een meetinstrument om te bepalen wanneer de voertuigen dienen te vertrekken. Wanneer de digitale klok optelt, betekent dit dat het vertrek van de voertuigen vertraagd is. Hierdoor kan een spookfile ontstaan in de darkride.
Observatorium

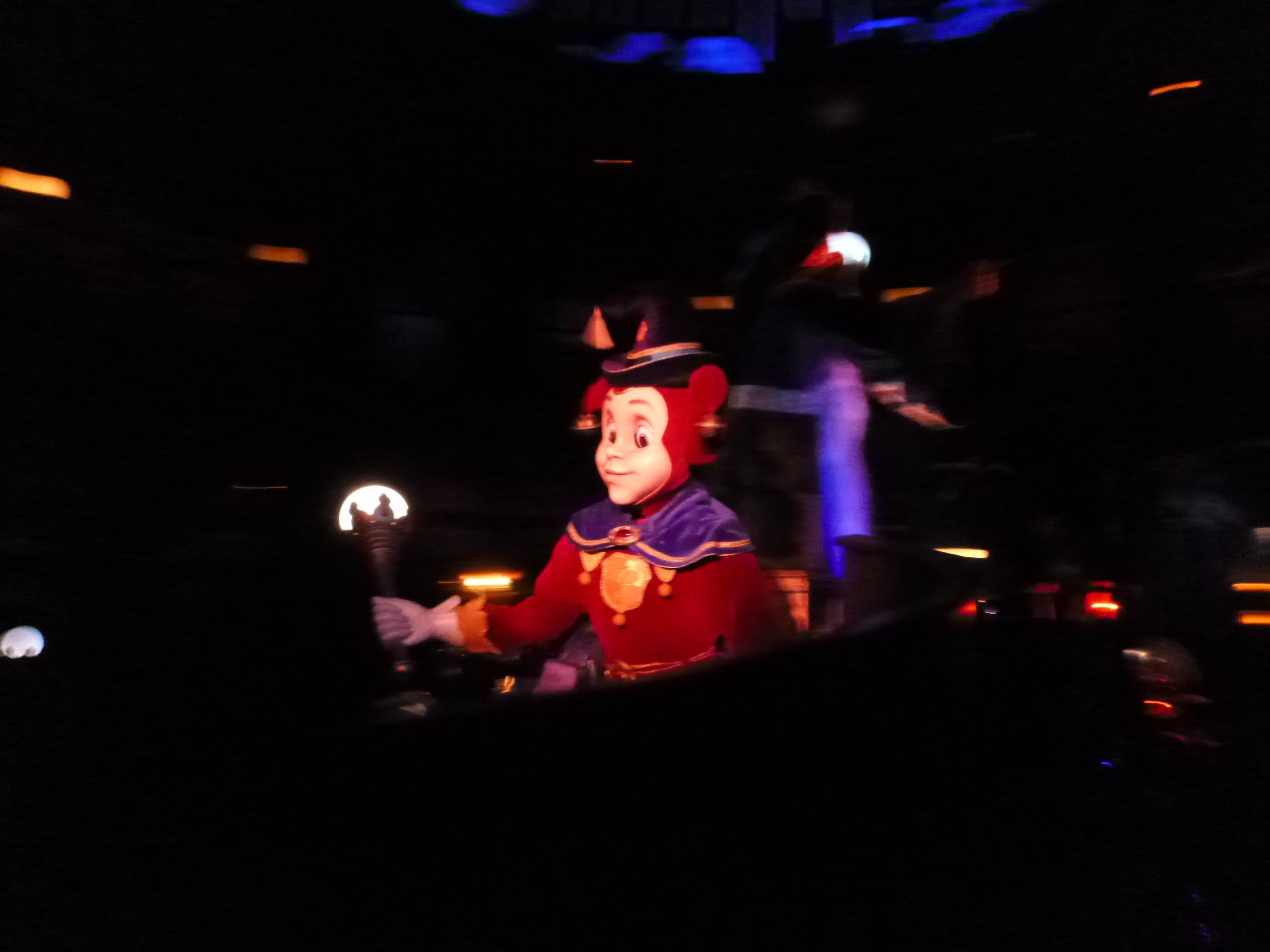
Animatronic van Pardoes in het observatorium

Vanuit het station rijdt de Muziektour eerst langs een deur. Tijdens het passeren beweegt het slot, waarna de voertuigen een nis inrijden langs een wenteltrap. De nis mondt uit in het observatorium. Een ronde zaal die oogt als een museumbibliotheek, zoals de ovale zaal in het Teylers Museum. In de zaal staan diverse boeken en meetinstrumenten. Op het plafond zijn diverse sterrenbeelden te zien en draaien diverse planeten langzaam in de rondte. Blikvanger is de animatronic van Tovenaar Almar die midden in de ronde zaal staat. Schuin achter Almar bevindt zich Pardoes zich die tevoorschijn komt wanneer het eerste voertuig passeert. Pardoes betovert elk voertuig, waardoor ze tijdelijk extra snelheid maken.

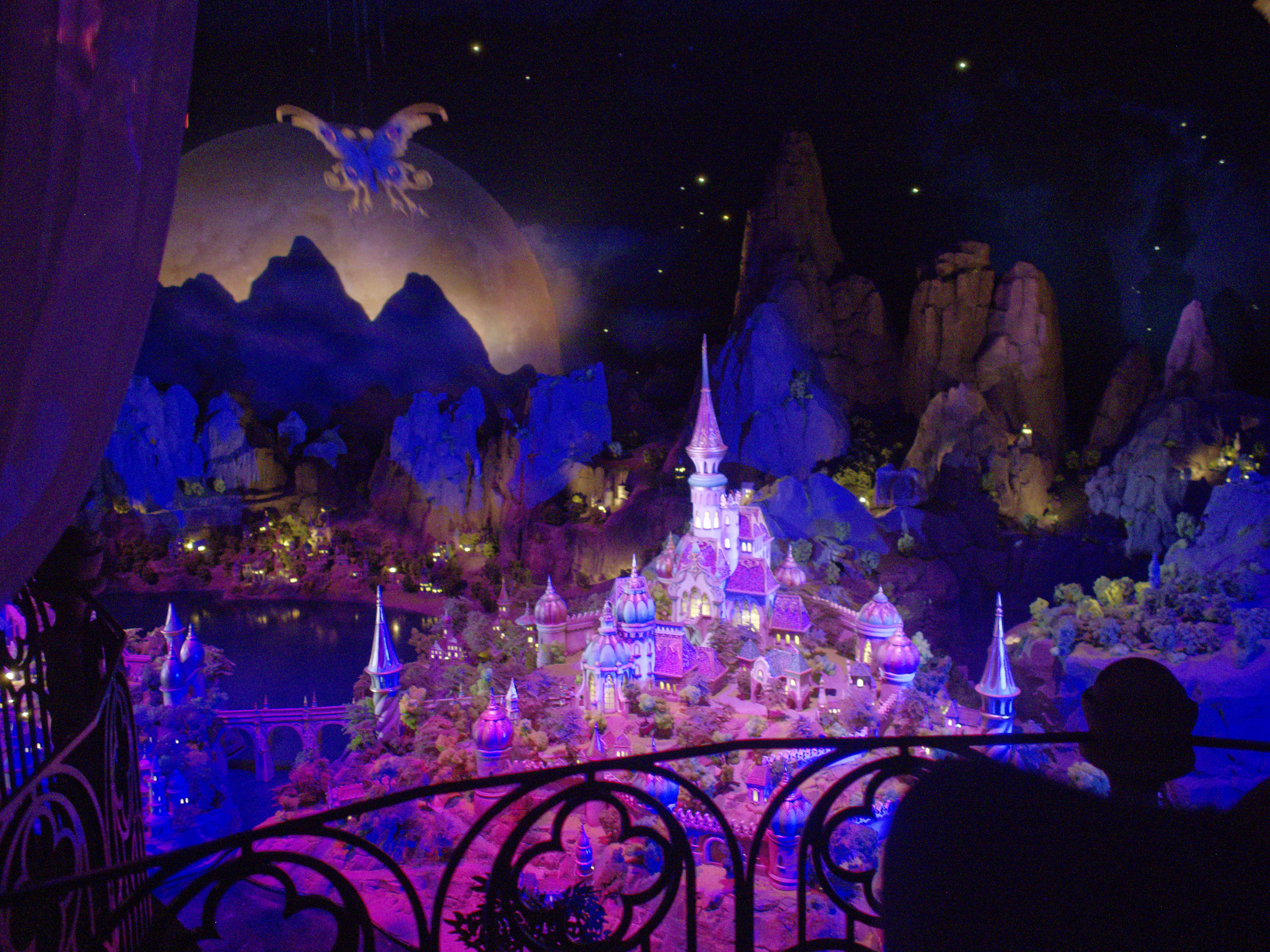
Panorama Salon
In Panorama Salon rijden de voertuigen een balkon op, waarna er uitzicht is over een miniatuurversie van een stad genaamd Hartenstad. Er zijn diverse vlinders zichtbaar en er zijn windeffecten voelbaar. In de ruimte waar de balkons zich bevinden, staan op een tafel een aantal stolpen met vlinders. Achter de tafel hangt een schilderij van het bijbehorende landschap met een vulkaan. Het schilderij is geschilderd door Diego Terroba.
Botanicum

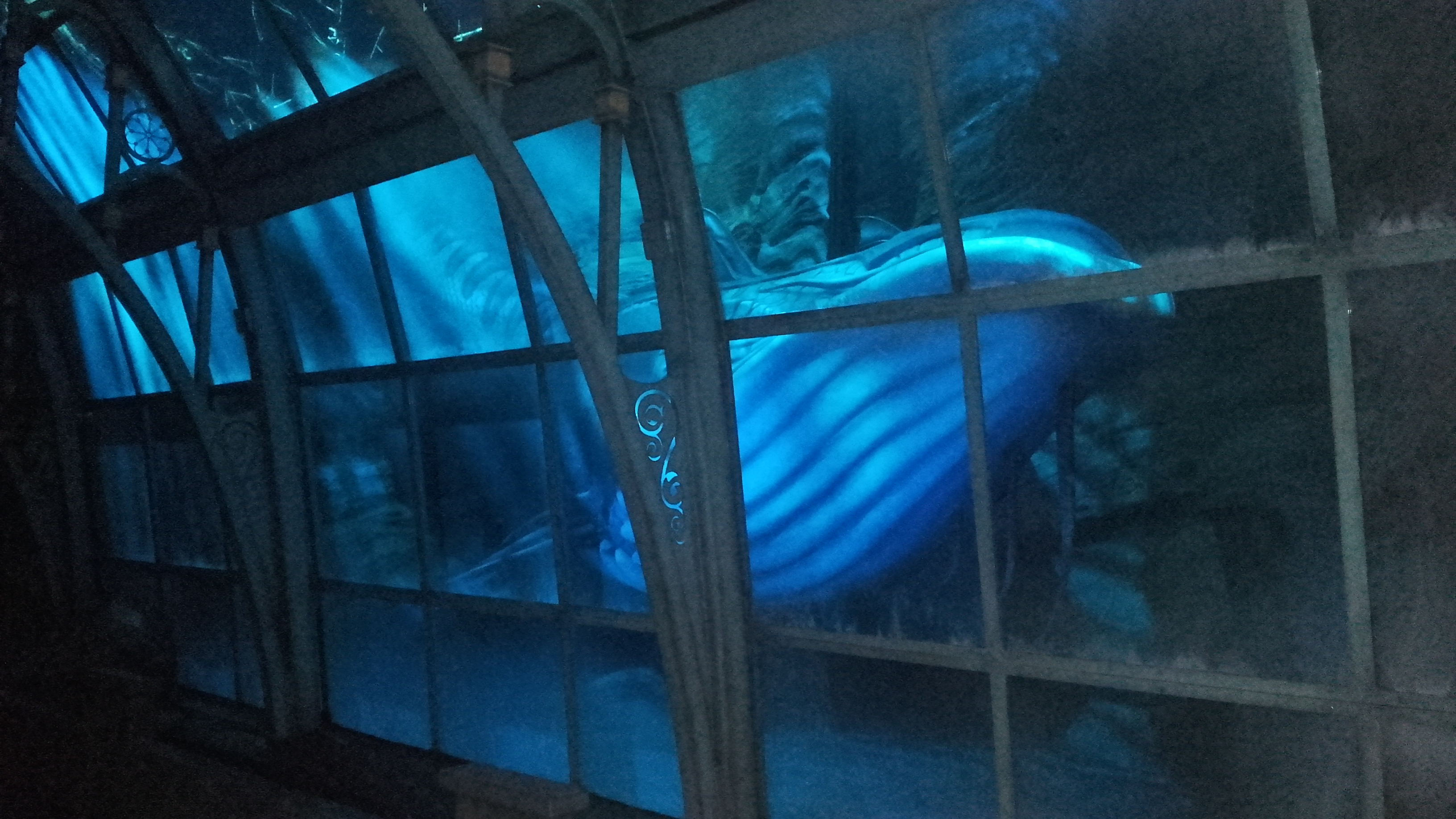
Mytisch zeewezen in het botanicum

Vanuit Panorama Salon rijden de bezoekers een grote ruimte in die vol staat met diverse flora: het Botanicum. Het Botanicum is gedecoreerd naar een botanische tuin. De voertuigen begeven zich door de kas als het licht dooft en de twinkels van Pardoes zorgen ervoor dat een walvis-achtig dier zich laat zien. Het dier veroorzaakt barsten in het glas waardoor het water de kas in stroomt, door kortsluiting met het water valt het licht in de kas ook uit. De voertuigen verlaten het Botanicum, terwijl Pardoes achter een groep planten staat en bezoekers de weg wijst.
Poorten Passage
De voertuigen rijden in een rijtje achter elkaar een statige gang in met links en rechts diverse gordijnen waarboven de namen van de diverse tours staan. Hier zal de groep voertuigen van elkaar scheiden. Aan de linkerkant van de gang staan namen van niet-bestaande tours geschreven: Floratour, Keukentour en Faunatour. Aan de rechterkant bevinden zich de Heldentour, Schattentour en Muziektour. Achter het gordijn bevindt zich een ruimte met diverse voorwerpen en een spiegel. De rit wordt onderbroken door een vermomde O.J. Punctuel die de passagiers kwaad toespreekt op het overtreden van de regels. Pardoes komt in de spiegel tevoorschijn en helpt de passagiers verder door zijn Twinkeltoorts te gebruiken, hij zet de tour weer voort.
Verborgen Fantasie Depot

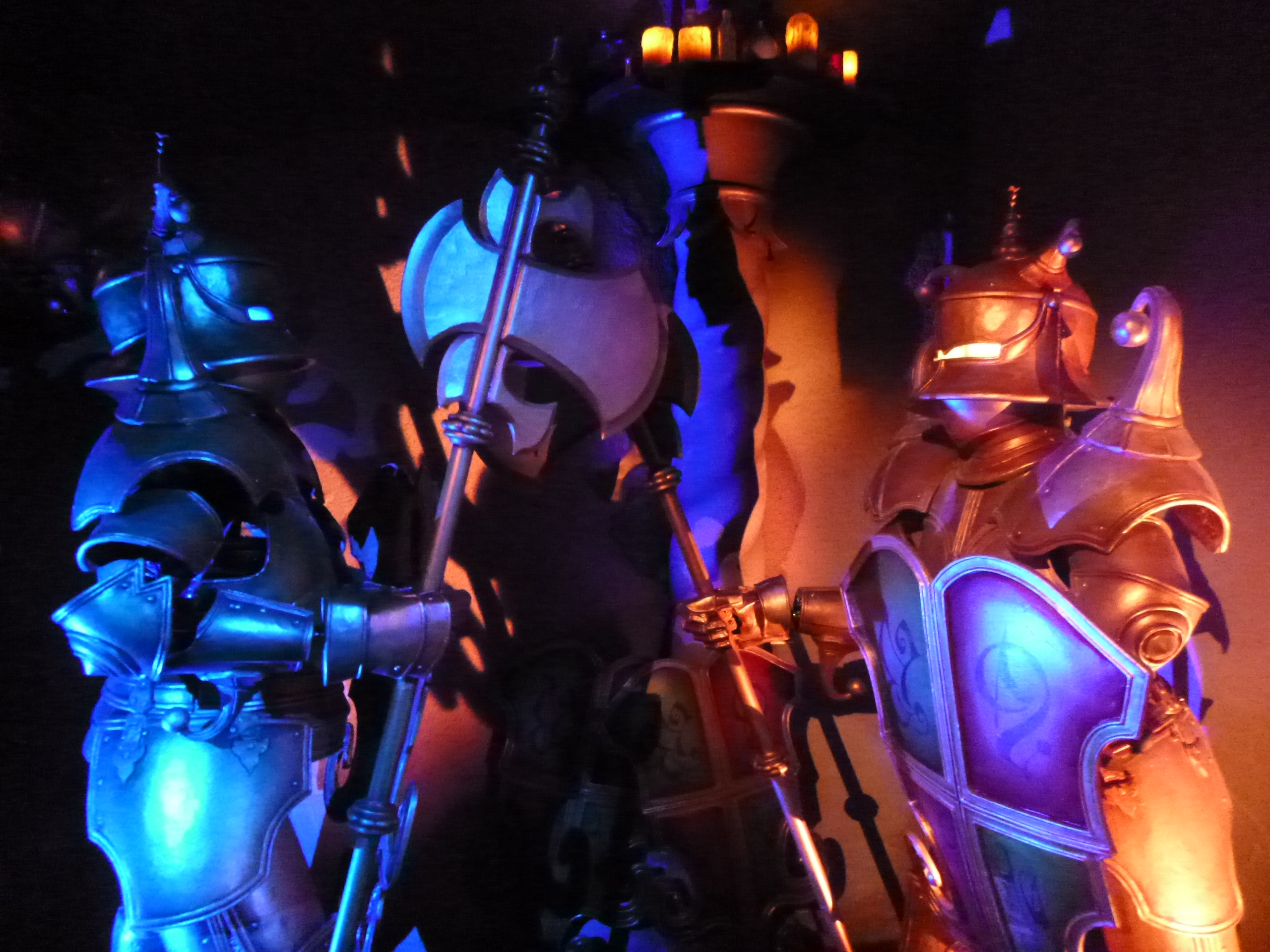
Harnassen in de Heldentour

Het Verborgen Fantasie Depot is een opslagplaats van het paleis. De gehele ruimte staat vol pilaren en kasten waarin-, op- en aan allerlei voorwerpen staan en hangen. Een blikvanger is een boek in een kast dat uit zichzelf van bladzijde wisselt. Elk van de drie tours volgt zijn eigen route door het Depot, richting een van de in totaal de drie nissen in de ruimte die specifiek zijn voor de tour die je volgt.
- Muziektour: Er staat een orgel opgesteld bestaand uit diverse instrumenten. Via het paneel kunnen diverse geluidseffecten geactiveerd worden die door het muziekinstrument afgespeeld wordt. Aan het einde speelt de orgel het muziekje van Pardoes Promenade af.
- Schattentour: Het voertuig rijdt een ruimte vol spiegels in. Aan een van de spiegelwanden hangt een massieve diamant van 160 kilo uit glashelder acrylaat (PMMA). Via de panelen kan de kleur van de diamant aangepast worden.
- Heldentour: Het voertuig gaat naar een nis met daarin twee harnassen met schild en hellebaard. Deze kunnen middels het dashboard tot een gevecht worden bewogen, waarbij een van de harnassen de helm verliest of zijn broek afzakt.

Koninklijke Champagne Voorraad
De Koninklijke Champagne Voorraad is feitelijk niks meer dan een gang met aan beide zijden kasten vol wijnflessen. Maar ze staan nogal onder druk, want overal hoor en zie je het ploppen en sissen van de kurken die van de flessen afschieten.
Provisie Passage
Provisie Passage is een zeer korte scène die zich in dezelfde gang als de wijnvoorraad bevindt. De voertuigen rijden langs de deuropening van de keuken waar een animatronic van Polle, de kok, naar buiten komt lopen met een kar vol pannenkoeken. Vol schrik keert hij met de kar terug
Koningszaal

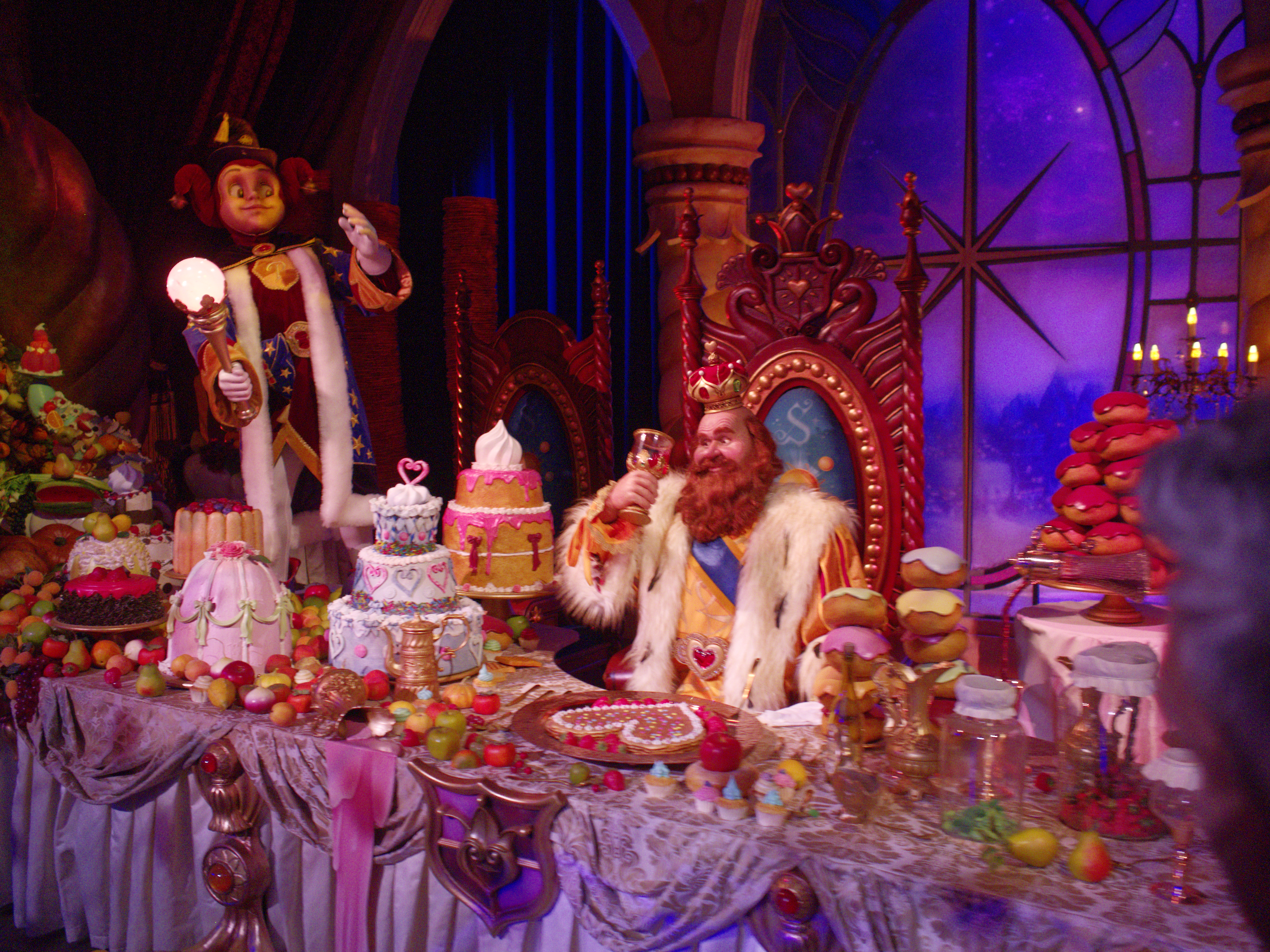
Pardoes en de koning in de Koningszaal

De Koningszaal is het hoogtepunt van de audiëntie. Er staan vier animatronics opgesteld van O.J. Punctuel, Koning Pardulfus, Pardijntje en Pardoes. Tevens dansen vier statische poppen in paren van twee door de Koningszaal. In de zaal zit de koning aan een tafel vol met voedsel en drank. Het voedsel uit de tafel lijkt uit een grote toeter, de Hoorn des overvloeds, te komen die zich aan het einde van de tafel vanuit de muur lijkt te komen. Pardoes staat op de tafel met zijn Twinkeltoorts.
Aan de zijkanten van de zaal bevinden zich Nikkelen Nelissen. De passagiers van de Schattentour, die als eerste de zaal in komen, begeven zich eerst naar de hoek van de zaal waar zich een gigantische taart bevindt. Ondertussen spreekt Pardoes een kleine spreuk uit over de zaal en verlicht enkele dansende figuren en de taart in de hoek. Wanneer de Vaarders allemaal in de zaal zijn kan het feest beginnen, Pardoes roept: 'Illumina Fantasia' en daarmee komt de gehele zaal tot leven: uit de taart komt een vrouw vol tatoeages met een grote appel in haar hand, de dansende figuren maken hun rondjes, de Nikkelen Nelissen musiceren, de kroonluchters glitteren en de feestlampjes knipperen met de maat van de muziek.
Galerij der Fantasievollen
De Galerij der Fantasievollen is een gang waaraan diverse schilderijen hangen, waarop bewegende beelden van de diverse bewoners te zien zijn. Tevens worden de onride foto's getoond die in de Poorten Passage genomen zijn.
Uitgang
Het uitstapstation is gescheiden van het instapstation. Feitelijk ligt dit station in een souvenirwinkel. Hier kunnen bezoekers hun onride foto aanschaffen of overige souvenirs.

## Entertainment

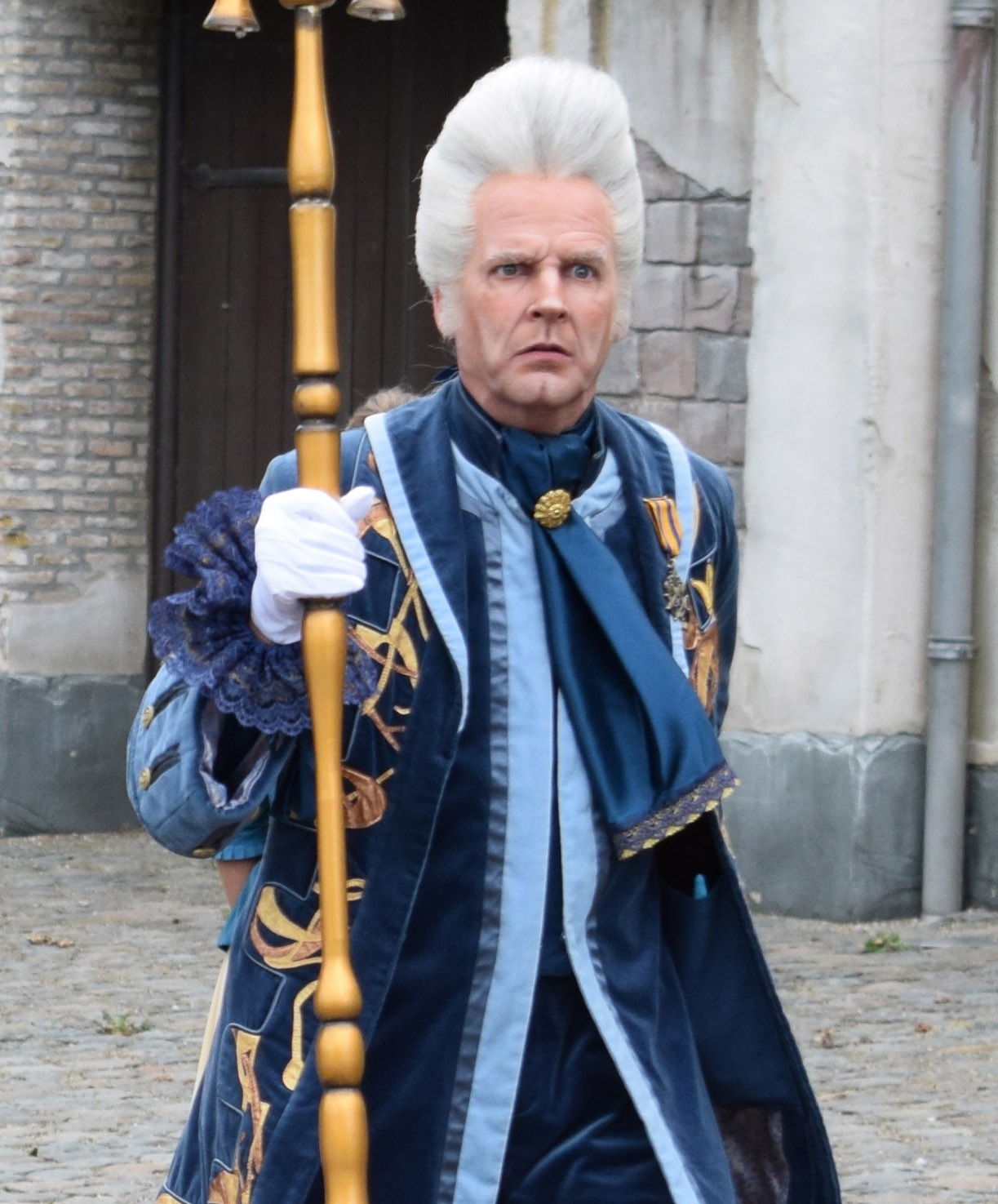
O.J. Punctuel op het plein voor de attractie

Het plein voor Symbolica is een van de plaatsen waar mascotte Pardoes en Pardijntje geregeld te vinden zijn. Ook is O.J. Punctuel in de omgeving van het paleis te vinden. Tijdens het Negen Pleinen Festijn van 2018 en 2019 wordt de Symbolicaanse Hofdans opgevoerd door de hofhouding van Symbolica. In de editie van 2018 was ook O.J. Punctuel te zien tijdens de hofdans.

## Inspiratie en architectuur

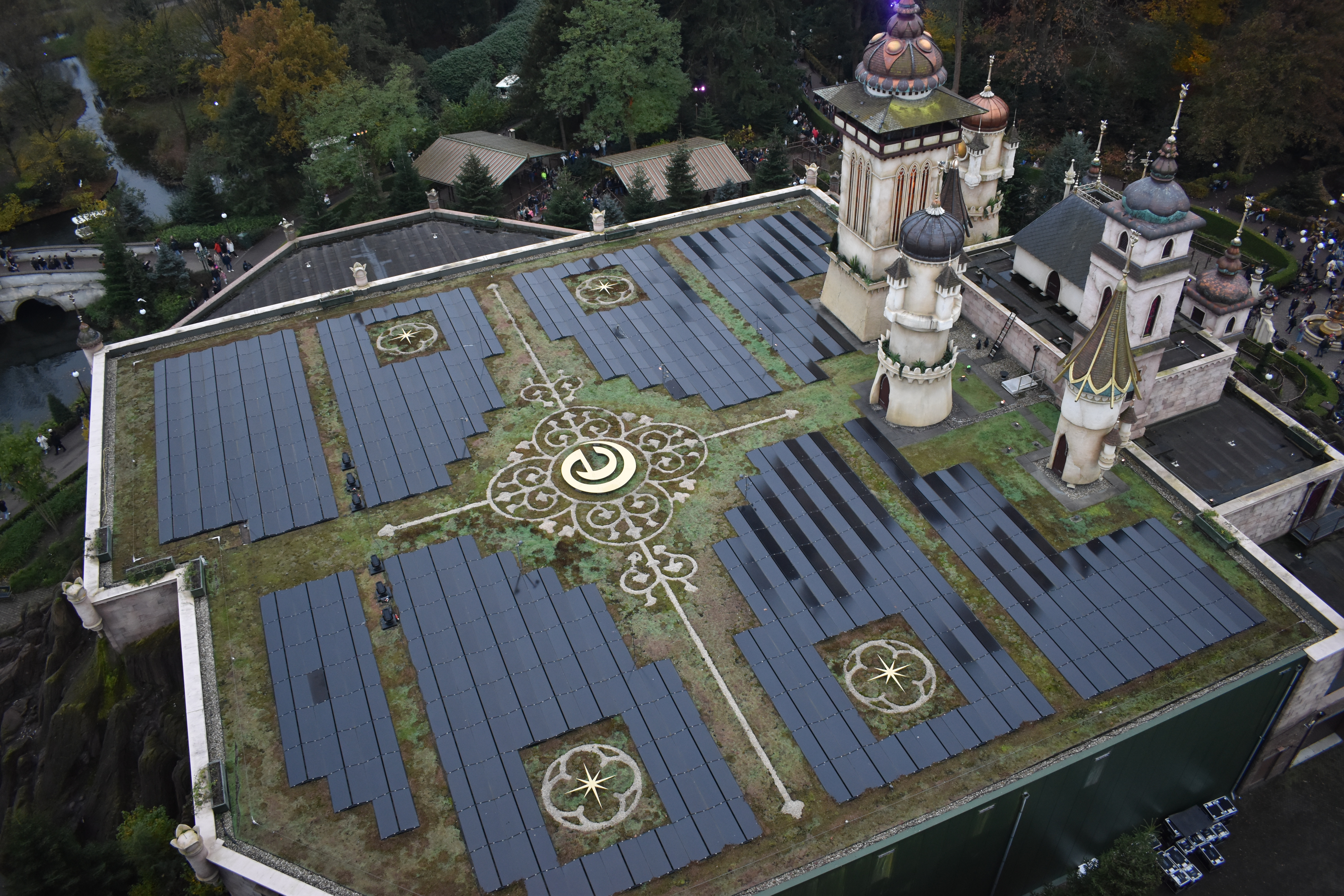
Symbolica gezien vanuit de Pagode

Symbolica is ontworpen door het huidige team van ontwerpers, bestaande uit onder anderen Sander de Bruijn en Karel Willemen. Het is vormgegeven als kasteel met hoge kasteelmuren rondom. Blikvangers van Symbolica zijn de hoge, gestucte torens met glas-in-loodramen en koepeltjes. Aan de achterkant van het gebouw staan enkele rotspartijen. Bij de rotspartijen is een kleine waterval. De hoogste toren van Symbolica is 29,8 meter hoog.
Bij het ontwerpen heeft het ontwerpteam zich laten inspireren door diverse kastelen en landhuizen in Europa. Ook in kastelen is het vaak mogelijk om een bepaalde rondleiding te kiezen, waarbij slechts een deel van het bouwwerk getoond wordt. Ook is de darkride Mystic Manor in Hong Kong Disneyland een bron van inspiratie geweest voor het team van ontwerpers.
Het exterieur van het kasteel toont qua architectuur diverse kunststromingen zoals de Romantiek en de Gotiek. Zo ogen de vensters in de torens Gotisch evenals de erker boven de entree.

## Easter Eggs
In Symbolica zijn een aantal Easter eggs te vinden:
- Op een van de boekenplanken in het observatorium liggen meerdere boeken met de titel: De legendes van Knoet. Dit is een verwijzing naar Henny Knoet, de bedenker van Pardoes.
- In de botanische kas zijn naambordjes geplaatst bij de beplanting. Op een van de bordjes staat Flos Reijnders, een verwijzing naar Peter Reijnders die de techniek van diverse sprookjes ontworpen heeft in de beginjaren van het attractiepark.
- In het Verborgen Fantasie Depot bevindt zich achter een spinnenweb een gouden beeldje van een wachter. Het is een verwijzing naar de wachters bij de entree van de De Indische Waterlelies.
- Op de pagina's van het zelf bladerende boek in het Verborgen Fantasie Depot zijn ontwerptekeningen van Symbolica te vinden.
- In het Verborgen Fantasie Depot bevinden zich miniatuur modellen van diverse gondels die te vinden zijn in de stoomcarrousel.

Lijst van attracties in de Efteling · Lijst van sprookjes in de Efteling · Afbeeldingen